# Genetivus obiectivus
Der Genetivus obiectivus (dt. Objektsgenitiv) ist eine Funktion des Genitivs, bei der das im Genitiv stehende Wort das Objekt der durch sein regierendes Substantiv ausgedrückten Handlung ausdrückt. Das Gegenstück zum Genetivus obiectivus ist der Genetivus subiectivus. Beispiel: Die Beschreibung der Frau → Die Frau wurde beschrieben. (Je nach Zusammenhang auch als Genetivus subiectivus deutbar: Die Frau hat beschrieben.)
Der Genetivus obiectivus ist in verschiedenen Sprachen verbreitet, zum Beispiel im Lateinischen, Deutschen, Arabischen und Hethitischen.

## Beispiele
- Die Schlachtung eines Pferdes → Das Pferd wird geschlachtet.
- Der Verfasser der Schriften → Die Schriften werden verfasst.
- Die Furcht des Herrn → Der Herr wird gefürchtet. (Je nach Zusammenhang auch als Genetivus subjectivus deutbar: Der Herr empfindet Furcht.)
- lat. agri cultura ‚Die Bestellung des Ackers‘ → Der Acker wird bestellt
- lat. amor patris ‚die Liebe des Vaters‘ → Der Vater wird geliebt. (genetivus objectivus) oder: Der Vater liebt. (genetivus subjectivus)